# Grabación y reproducción de sonido

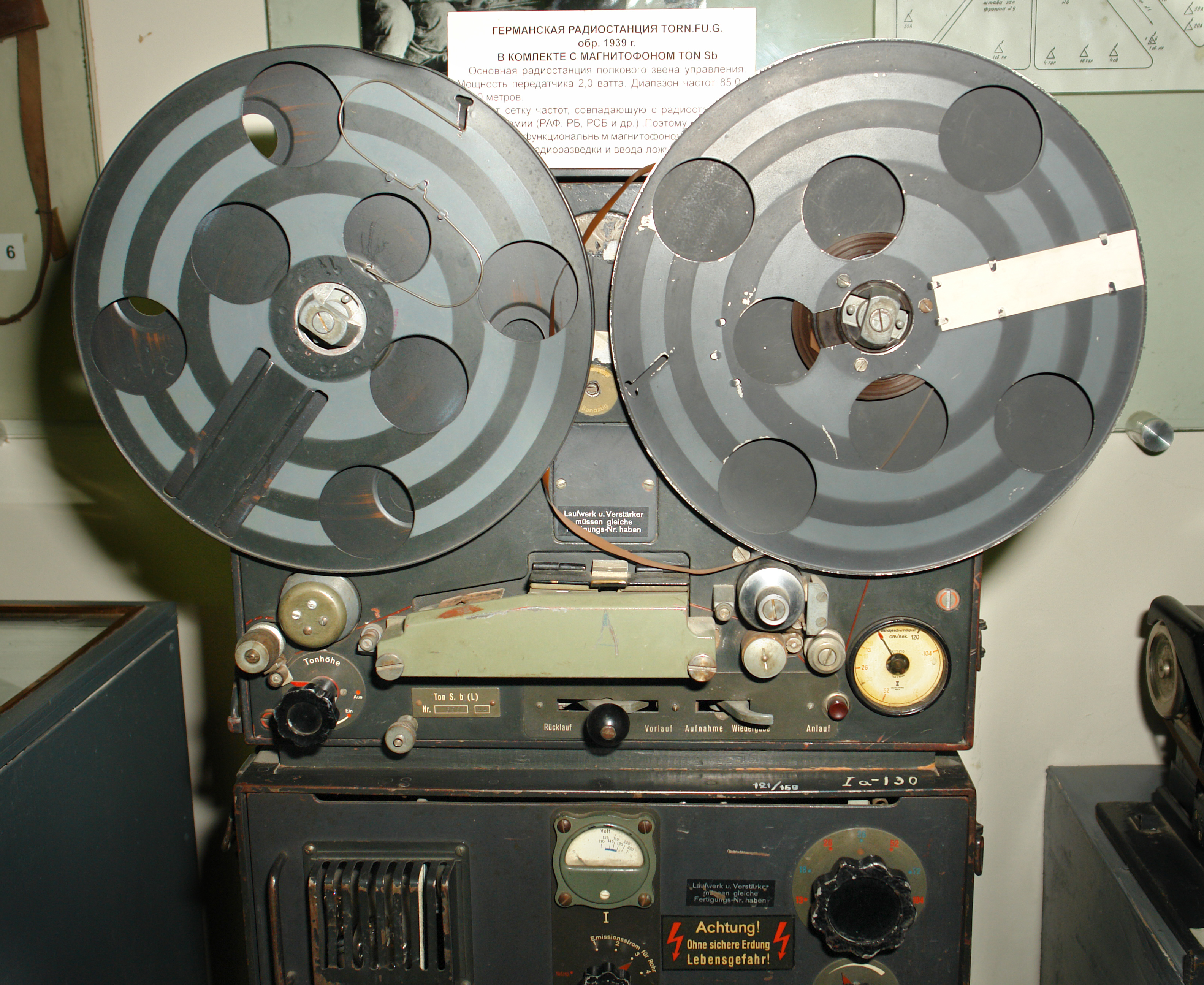
Grabador de la Segunda Guerra Mundial de cinta magnética plástica. Este aparato fue el más usado para el registro y reproducción de sonido.

La reproducción y grabación de sonido es la inscripción eléctrica o mecánica y la recreación de ondas sonoras, como la voz, el canto, la música instrumental o efectos sonoros. Las dos clases principales de tecnologías de grabación de sonido son la grabación analógica y la grabación digital. La grabación analógica acústica se logra con un pequeño micrófono de diafragma que puede detectar cambios en la presión atmosférica (ondas de sonido acústicas) y grabarlas como ondas de sonido gráficas en un medio como un fonógrafo (en el que un estilete hace surcos helicoidales sobre un cilindro de fonógrafo) o una cinta magnética (en la que la corriente eléctrica del micrófono es convertidas a fluctuaciones electromagnéticas que modulan una señal eléctrica). La reproducción de sonido analógico es el proceso inverso, en el que un altavoz de diafragma de mayor tamaño causa cambios en la presión atmosférica para formar ondas de sonido acústicas. Las ondas de sonido generadas por electricidad también pueden ser grabadas directamente mediante dispositivos como los altavoces de una guitarra eléctrica o un sintetizador, sin el uso de acústica en el proceso de grabación, más que la necesidad de los músicos de escuchar que tan bien están tocando durante las sesiones de grabación.
La reproducción y grabación digital usa las mismas tecnologías analógicas, con el añadido de la digitalización de los datos y señales fonográficas, permitiendo que estos sean almacenados y transmitidos en una mayor variedad de medios. Los datos numéricos binarios digitales son una representación de los puntos de vector periódicos en los datos analógicos a una frecuencia de muestreo la mayoría de las veces demasiado frecuente para que el oído humano distinga diferencias en la calidad. Las grabaciones digitales no tienen que estar necesariamente a una frecuencia de muestreo mayor, pero en general se las considera de mayor calidad por su menor interferencia por polvo o interferencia electromagnética en la reproducción y un menor deterioro mecánico por corrosión o mal manejo del medio de almacenamiento.

## Tecnologías
Durante la grabación, se realiza un proceso de transducción en el cual la señal de audio es transformada en variaciones de voltaje que pueden almacenarse de distintos modos. Las fuentes pregrabadas utilizan soportes muy diferentes donde almacenar la señal de audio, todo dependerá de la modalidad de grabación de sonido empleada.
- Grabación analógica de sonido:
  - Grabación magnética analógica o grabación electromagnética analógica.
  - Grabación óptica analógica o grabación fotográfica del sonido.
- Grabación digital de sonido:
  - Grabación magnética digital.
  - Grabación óptica digital.
  - Grabación magneto-óptica digital.

En principio, se observa la existencia de dos tipos de grabación diametralmente opuestas: la analógica y la digital. Lo que determina la presencia de una grabación analógica o digital no es el soporte usado, sino el tipo de señal grabada en él y con ellos.
Las señales analógicas se denominan así porque son «análogas» a la forma de la señal original. Es decir, si observásemos la señal acústica original, ésta sería equivalente a la señal resultante (ya sea mecánica, magnética u óptica) en su forma.
Por el contrario, la señal digital se traduce en códigos binarios que ya no tienen forma, sino que son una mera sucesión de ceros y unos (valores discretos) que, ya nada tienen que ver con la señal que los ha originado, aunque puedan reproducirla.
Para realizar una grabación digital es necesario un proceso previo de conversión Analógica a Digital, que convierte la señal analógica en esa sucesión de ceros y unos.
Una vez realizada la codificación digital, la señal quedará grabada sobre un soporte óptico o magnético, tal como sucede con la señal analógica.
En el caso de los formatos digitales, no hay formato mecánico. En cambio, existe un formato magnético-óptico que graba de forma magnética, pero reproduce de forma óptica (es el caso del minidisc o de los CD regrabables).
Dentro de cada uno de estos dos grupos, dependiendo del tipo de grabación de sonido que hagamos, intervendrán unos transductores u otros:
- Si se trata de una grabación mecánica, intervendrán un transductor electromecánico que convierta los cambios de presión sonora en variaciones mecánicas que quedan registradas. Son los surcos del disco de vinilo, del disco gramofónico o del cilindro fonográfico.
- Si se trata de una grabación magnética, intervendrán un transductor electromagnético que convierta los cambios de presión sonora o la variación del código binario en variaciones de voltaje que quedan registradas en la cinta magnética (casete), cinta de bobina abierta para analógico – DAT, otros formatos de casete de audio digital similares al DAT o soportes magnéticos informáticos como el disco flexible o el propio disco duro del ordenador y cintas de bobina abierta digitales como el DASH.
- Si se trata de una grabación óptica digital, intervendrán un transductor fotoeléctrico que convierta los cambios de presión sonora o la variación del código binario en variaciones de un haz de luz que quedan grabadas en el negativo fotográfico (sistema analógico de grabación de sonido en el cine) o sobre soporte digital, como el disco compacto (CD).

El audio procesado digitalmente se ha impuesto por las ventajas que tiene con respecto al analógico:
- El audio analógico no soporta la multigeneración. Cada nueva copia (copia de copia) produce pérdidas, de forma que, la señal resultante cada vez, tiene más ruido y se parece menos a la original.
- El audio analógico se degrada con facilidad. Las cintas se desmagnetizan si se les acerca un imán, los surcos de los discos de vinilo sufren alteraciones con el paso constante de la aguja, etc.

Mientras que los soportes digitales están en plena expansión, los analógicos han decrecido de forma exponencial. Por ejemplo, la utilización del software informático para grabar y programar la programación ha condenado al magnetófono de bobina abierta prácticamente a un mero papel de objeto de culto testimonial. A la larga, estará confinado en museos. Igualmente, son menos frecuentes de hallar los discos en formato de Larga Duración.
Sea cual sea el soporte de la señal, grabada o directa, estas señales eléctricas (en que ha sido transformado el audio), mediante cableado, son introducidas en otros equipos para procesar la señal o amplificarla. Estos equipos son las mesas de sonido, preamplificadores o amplificadores. Ya procesada y amplificada la señal, al final de la cadena de audio, se encuentra el altavoz o altavoces.
En el altavoz, (que es un transductor electroacústico), la señal eléctrica es convertida nuevamente en variaciones de presión sonora (es decir, en sonido).

## Historia
La primera experiencia de reproducción y grabación del sonido fue llevada a cabo por Thomas Alva Edison en 1877 con el fonógrafo mecánico de cilindro, patentado por él mismo en 1878. El invento se hizo rápidamente muy popular y en las dos décadas siguientes, la grabación, distribución y venta de sonidos grabados hizo aparecer una importante industria a nivel internacional, llegándose a vender a principios del siglo XX, millones de copias de las grabaciones más famosas.
El siguiente desarrollo técnico más importante fue la invención del gramófono de discos, patentado en 1888 por Emile Berliner. Los discos eran más fáciles de fabricar, transportar y almacenar, y sonaban ligeramente más fuerte que los cilindros, que sólo podían ser grabados por una única cara. A principios de la década de 1910 las ventas de discos de gramófono empezaron a superar las de cilindros de fonógrafo y al final de la Primera Guerra Mundial el disco se había convertido en el formato de grabación comercial dominante. Con varios cambios, el formato de disco de audio fue el soporte principal para grabaciones de sonido a nivel comercial hasta finales del siglo XX.
La grabación del sonido se mantuvo como un proceso mecánico hasta los primeros años 1920 (con la excepción del telégrafon de 1899) cuando una serie de invenciones en el campo de la electrónica revolucionaba la grabación del sonido y su joven industria. Éstos incluían transductores sólidos como micrófonos y altavoces, y varios aparatos electrónicos como la mesa de mezcla, diseñada para la amplificación y modificación de señales acústicas eléctricas.
Tras el fonógrafo Edison, los avances más significativos en la grabación de sonido fueron sin duda los sistemas electrónicos inventados por dos científicos americanos entre 1900 y 1924. En 1906 Lee De Forest inventaba el Triodo "Audion", válvula electrónica, que podía amplificar en gran medida señales eléctricas débiles y que se convertiría en la base de todas las subsiguientes cadenas de sonido eléctricas hasta la invención del transistor. Este invento fue seguido por la invención del circuito regenerativo, el circuito superregenerativo y el circuito de receptor superheterodino, todos los cuales fueron inventados y patentados por el joven genio de electrónica Edwin Armstrong entre 1914 y 1922. Las invenciones de Armstrong hicieron realidad la grabación del sonido de alta fidelidad, facilitando el desarrollo del amplificador electrónico y otros muchos aparatos; a partir de 1925 estos sistemas se convirtieron en estándares en la grabación y la radiodifusión.
Posteriores desarrollos tecnológicos harán posible aspectos como la estereofonía, la alta fidelidad (Hi-fi), los experimentos con el sonido cuadrafónico, precursor del surround; el sistema de reducción de ruido Dolby; el casete, que será el iniciador de los reproductores personales de música (Walkman).
La invención de la grabación de sonido digital y el disco compacto en 1982 trajo mejoras significativas en la durabilidad y manipulación de las grabaciones comerciales. El CD iniciaba otra onda masiva de cambios en la industria discográfica, relegando a mediados de los años 90 el disco de vinilo a un plano muy secundario y llevando a la práctica desaparición en las cintas de casete. La compresión de archivos de audio (mp3) y los modernos reproductores de audio digital representan los últimos cambios en la tecnología y el consumo de las grabaciones musicales.